# Ікона «Двері Милосердя» (Ярослав)
Ікона «Двері Милосердя» — чудотворна Богородична ікона іконописного типу Одигітрія, типова для українського іконопису першої половини XVII століття. Місце постійного перебування — храм Преображення Господнього у Ярославі (тепер на території Республіки Польща).

## Історія
На зламі XVII–XVIII століть ікона «Двері Милосердя» перебувала у храмі Успіння Пресвятої Богородиці у передмісті Ярослава, поряд з руським кладовищем. Важко сказати напевне, але, судячи з її нетипової восьмикутної форми, ікона, скоріш за все, була розташована в іконостасі як намісна, хоча могла висіти і як основна ікона бічного престолу, адже на той час в греко-католицьких храмах вже такі були.
У записах церковних братств Ярослава початку XVIII століття є дані про ікону Богородиці, яка славилася чудами і для кращого вшанування якої ініційовано зведення нового храму – церкви Преображення. Щоправда, не можна сказати напевно, чи йдеться саме про ікону «Двері Милосердя». 
За висновками дослідників Відділу реставрації творів мистецтва при Варшавській академії мистецтв, ікона Пресвятої Богородиці «Двері Милосердя» була написана у першій половині XVII століття, а згодом її кілька разів перемальовували. 

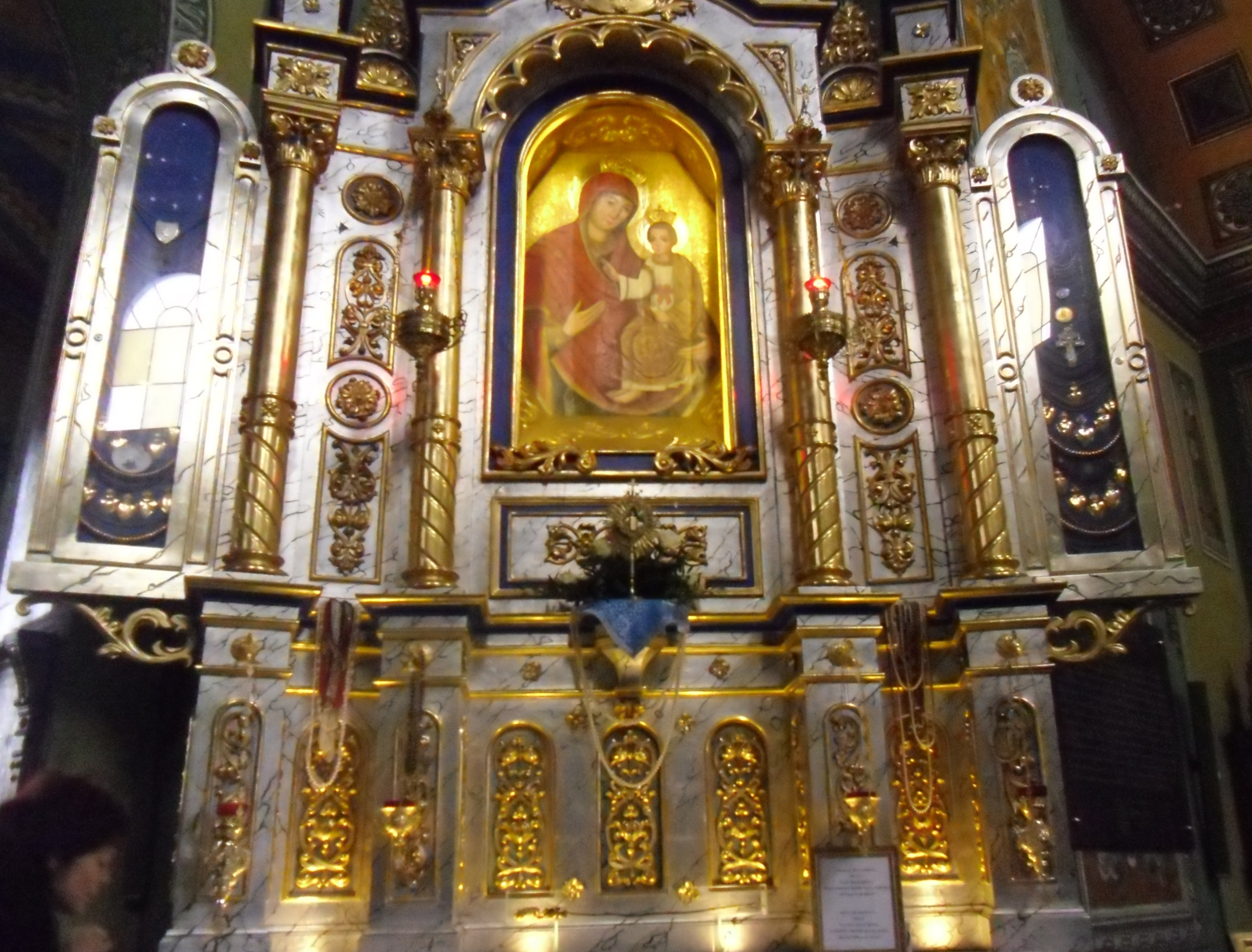
Ікона «Двері Милосердя» у храмі Преображення Господнього в Ярославі

17 серпня 1747 року, в день освячення новозбудованого храму Преображення Господнього, ікону «Двері Милосердя» урочисто перенесли до цього храму. Тоді ж її було вперше перемальовано (яскраві кольори замінили на більш приглушені, висвітлили потьмянілі лики) з тим, щоби зміцнити й оновити застаріле зображення, допасувати до нового іконостасу й інтер'єру. Пізніше (орієнтовно 1774 року) ікону було вдруге оновлено й оздоблено срібними шатами. Під час неаполітанських воєн (1793—1815) австрійський уряд забирав у власність держави всі коштовні метали з церковної власності, тому конфіскував і ці срібні шати, натомість даруючи парафії «безцінні облігації». Відтоді ікона впродовж 80 років була оздоблена лише мальованим папером.
Заходами отця каноніка Теодора Левицького та добродійки Євдокії Масик у 1874 році ікону «Двері Милосердя» ще раз оновлено та, замість паперових, оздоблено гіпсовими шатами.
У 1890-х роках отець Іван Хотинецький придбав для ікони срібні шати, а 1912 року о. Кипріян Хотинецький замінив їх позолоченими.

Ікона «Двері Милосердя» в окремому вівтарі

Після виселення українців (1945—1947) з території Польщі парафія Преображення Господнього в Ярославі перестала існувати, храм був зачинений, але чудотворна ікона залишалась у ньому. У 1974 її разом з бічним престолом перенесли до місцевої реставраційної майстерні, яка здійснила перші дослідження ікони. Згодом (1977) чудотворну ікону за розпорядженням міського голови передали до музею міста Ярослава, а вже 1978 року її передали для аналізу та реставрації до Варшавської академії мистецтв. З ікони на дві окремі бази було перенесено срібні та гіпсові шати (останні – разом з верхнім шаром пізнішого зображення) та відкрито початкове зображення Богородиці з Дитям. Відреставровану ікону й окремо шати до неї з пізнішим зображенням 23 березня 1986 повернено до музею міста Ярослава.
1987 року, коли було відновлено парафію, духовенство клопотало про повернення ікон та престолів до храму. Чудотворний образ «Двері Милосердя» 1993 року (напередодні освячення відновлюваного храму Преображення) був повернений церковній громаді.

## Відпусти та коронації
8 березня 1779 року Папа Римський Пій VI уділив на період 10 років «спеціальні відпусти тим, хто молиться перед іконою Пресвятої Богородиці … зокрема, за душі в чистилищі». 
У вересні 1879 року відбулися урочистості з нагоди 100-ліття надання відпустів Пієм VI. Їм передували триденні місії з «безперервною молитвою вдень і вночі, проповідями та сповідями». 8 вересня перемиський єпископ Іван Ступницький відслужив понтифікальну Літургію, по завершенні якої від імені Святішого Отця Лева ХІІІ зачитав апостольське благословення. Того дня ікону коронували єпископськими коронами.
27 липня 1911 року заходами священика Кипріяна Хотинецького та владики Костянтина Чеховича Папа Пій Х відновив і продовжив наданий колись іконі відпуст, а 22 листопада того ж року Апостольська Столиця визнала ікону Пресвятої Діви Марії чудотворною.
З нагоди 150-ліття надання відпусту (1929) духовенство звернулося до Апостольської Столиці з проханням про коронування чудотворної ікони. З цього приводу в Римі створено комісію, яка мала розглянути справу, дослідити чуда, які сталися завдяки молитві вірних саме перед цим образом. На жаль, цей процес зупинила Друга світова війна та пізніша заборона діяльності УГКЦ в ПНР.
Після легалізації греко-католицької церкви у Польщі та повернення храму вірним тодішній єпископ Іван Мартиняк відновив старання про коронацію ікони «Двері Милосердя». 1993 року папа Іван Павло ІІ благословив цю ініціативу.
18 серпня 1996 року кардинал Ахілле Сільвестріні за численної присутності достойників греко- і римо-католицької церков і мирян коронував у Ярославі чудотворну ікону Матері Божої «Двері Милосердя». Корону освятив папа Іван Павло ІІ.
З нагоди проголошення Року Божого Милосердя (тривав від 8 грудня 2015 до 20 листопада 2016 року) Ярославську чудотворну ікону «Двері Милосердя» на прохання Папи Франциска було обрано символом Ювілею і таким чином представлено цілому світові для молитовного поклоніння .
19 серпня 2016 року, у празник Преображення Господнього, в Ярославі урочисто було відзначено 20-ліття папського коронування чудотворної ікони .